# 明教四大護教法王
明教四大護教法王是金庸武俠小說《倚天屠龍記》中的人物。

## 概述
明教四大法王「紫白金青」指的分別是紫衫龍王黛綺絲（金花婆婆），白眉鷹王殷天正，金毛獅王謝遜，以及青翼蝠王韋一笑。四人武功高強，均是明教中重要人物，地位僅在教主和光明左使楊逍、右使范遙之下。